# Johnathan Gray
Johnathan Jerome Gray (4 maggio 1991) è un ex cestista statunitense con cittadinanza americo-verginiana.

## Carriera
Con le Isole Vergini Americane ha disputato i Campionati americani del 2017.